# Venusia semistrigata
Venusia semistrigata är en fjärilsart som beskrevs av Hugo Theodor Christoph 1880. Venusia semistrigata ingår i släktet Venusia och familjen mätare. Inga underarter finns listade i Catalogue of Life.